# Марк Минуций Феликс
Минуций Феликс (лат. Marcus Minucius Felix, ум. около 210 г.) — раннехристианский апологет, римский адвокат; родился в Африке. Известен апологией христианства в форме диалога «Октавий», написанного, вероятно, в 180—192 гг. (при Коммоде).
Существует лишь один древний список апологии, который папой Львом Х был подарен Франциску I, королю Франции. Фаусто Сабео издал это сочинение в 1543 г. как восьмую книгу сочинения Арнобия «Против ересей», которое было помещено в той же рукописи. Ошибка была обнаружена Франсуа Бодуэном в 1560 г. Среди многочисленных последующих изданий — Якоба Гроновиуса (Лион, 1709), И. Г. Линднера (1760 и 1773), Э. фон Муральта (Турин, 1836) и Ж. П. Миня в «Patrologia Latina».
Этот диалог считается одним из лучших сочинений раннехристианской апологетики по литературным достоинствам и логике доказательств. Исследователи полагают, что он широко использовал произведения Цицерона и Сенеки. Минуций Феликс ниспровергает политеизм, отвергает обвинения христиан в оргиях и атеизме и даёт описание веры христиан и их жизни.
Любопытно, что в диалоге содержится одно из самых ранних упоминаний об игре в "блинчики".

## Тексты и переводы
- Patrologia Latina, ed. Migne, 1844, III, 1612 p.
- Латинский текст
- Минуций Феликс. Октавий. / Пер. П. Преображенского (1866)
- Минуций Феликс. Октавий. / Пер. М. Е. Сергеенко. // Богословские труды. 1981. № 22.
- The Octavius of Marcus Minucius Felix. Transl. and annotated by G.W. Clarke. N.Y.: Newman Pr., 1974 (Ancient Christian Writers; the works of the Fathers in translations, 39). V, 414 p.
- В серии «Collection Budé»: Minucius Felix. Octavius. Texte établi et traduit par J. Beaujeu. CXVI, 237 p.